# Michael Jeter
Michael Jeter (26. srpna 1952 Lawrenceburg, USA – 30. března 2003 Los Angeles, Kalifornie, USA) byl americký herec.

## Počátky
Narodil se v městečku Lawrenceburg ve státě Tennessee. Jeho matka Virginia byla domovnicí, otec William Claud Jeter byl zubař. Studoval na univerzitě v Memphisu, kde se od medicíny odvrátil a začal se věnovat herectví. Hrál v několika hrách a muzikálech, než se za hereckou prací odstěhoval do Baltimoru.

## Kariéra
V divadle zaznamenala velký úspěch jeho role v muzikálu Grand Hotel, za kterou dokonce obdržel cenu Tony. Velké množství jeho práce ve filmu a televizi spočívalo v hraní výstředních, okázalých rolí nebo rolí hloupých lidí, jako například ve filmech Král rybář, Strach a hnus v Las Vegas nebo Zóna úniku. Samozřejmě hrál také i jiné a divákům povětšinou sympatické role, ke kterým patří role ve filmech Můj pes Buddy, Sestra v akci 2, Jurský park 3 nebo především role Eduarda Delacroix ve snímku Franka Darabonta Zelená míle. Získal cenu Emmy za svou roli v seriálu Městečko Evening Shade.
Několikrát propůjčil svět panu Noodleovi do seriálu Sezame, otevři se a TV sérií pro děti s názvem Elmův svět, do kterých byl jeho hlas využit i posmrtně.

## Osobní život
Nikdy neskrýval svou homosexualitu a od roku 1995 otevřeně přiznával svůj vztah se Seanem Bluem.
Film Polární expres z roku 2004 byl jeho poslední rolí a tento film je také věnován jeho památce. Dne 30. března 2003 byl nalezen svým přítelem mrtev ve svém sídle v Los Angeles. Ačkoliv byl léta obeznámen s tím, že je nakažen virem HIV, zemřel na následky epileptického záchvatu.

## Ocenění

### Nominace
- 1991, Ceny Emmy – kategorie nejlepší herec ve vedlejší roli v komediálním seriálu, za seriál Městečko Evening Shade
- 1992, Zlatý glóbus – kategorie nejlepší herec ve vedlejší roli v seriálu, miniserii nebo TV filmu, za seriál Městečko Evening Shade
- 1993, Cena Emmy – kategorie nejlepší herec ve vedlejší roli v komediálním seriálu, za seriál Městečko Evening Shade a kategorie nejlepší hostující herecký výkon v dramatickém seriálu, za seriál Picket Fences
- 1996, Cena Emmy – kategorie nejlepší hostující herecký výkon v dramatickém seriálu, za seriál Nemocnice Chicago Hope
- 2000, SAG Award (spolunominace) – kategorie nejlepší skupinový herecký výkon ve filmu, za film Zelená míle
- 2005, VES Award (in memoriam, spolunominace) – kategorie nejlepší výkon v animované roli, za film Polární expres

### Vítěz
- 1990, Cena Tony – kategorie nejlepší mužský herecký výkon v muzikálu Grand Hotel
- 1991, 1992 a 1993, Q Award – kategorie nejlepší herec ve vedlejší roli v komediálním seriálu, za seriál Městečko Evening Shade
- 1992, Emmy Award – kategorie nejlepší herec ve vedlejší roli v komediálním seriálu, za seriál Městečko Evening Shade
- 2004, Western Heritage Award (spoluvítězství) – kategorie nejlepší film, za film Krajina střelců

## Filmografie
- 1979 – Vlasy, My Old Man (TV film)
- 1980 – Lou Grant (TV seriál), From Here to Eternity (TV seriál), The Mating Season (TV film)
- 1981 – Ragtime
- 1982 – Alice at the Palace (TV film), Soup for One
- 1983 – Zelig
- 1984 – Sentimental Journey (TV film)
- 1986 – Night Court (TV seriál), Dům za všechny peníze
- 1987 – Designing Women (TV seriál)
- 1988 – Crime Story (TV seriál), Hothouse (TV seriál), Another World (TV seriál)
- 1989 – Smrtící rána, Tango a Cash
- 1990 – Millerova křižovatka, Městečko Evening Shade (TV seriál)
- 1991 – Král rybář
- 1992 – Just like in the movies
- 1993 – Tales of the City (TV seriál), When love kills: The Seduction of John Hearn (TV film), Bank Robber, Sestra v akci 2: Znovu v černém hábitu, Gypsy (TV film), Picket Fences (TV seriál)
- 1994 – Zóna úniku
- 1995 – Vodní svět, Nemocnice Chicago Hope (TV seriál)
- 1996 – Kluci ze sousedství (TV film), Suddenly Susan (TV seriál), Vánoční výlet paní Santa Clausové (TV film)
- 1997 – Murphy Brown (TV seriál), Duckman: Private Dick/Family Man (TV seriál), Second Noah (TV seriál), Můj pes Buddy, Johnny Bravo (TV seriál), Hon na myš
- 1998 – Race for Atlantis, Veronica's closet (TV seriál), Strach a hnus v Las Vegas, Výkupné za rošťáka (TV film), Muž bež kůže, Černý čtvrtek, Zack a Reba, Doktor Flastr, The Wild Thornberrys (TV seriál)
- 1999 – Dotek anděla (TV seriál), Pravda zabíjí, Zelená míle, Jakub lhář
- 2000 – Kid Quick, Sezame, otevři se (TV seriál), Chicken soup for the Soul (TV seriál), Téměř dokonalý zločin, Na jih od nebe, na západ od pekla
- 2001 – Jurský Park III, Elmův svět: The Wild Wild West (TV film), Elmův svět: The Springtime Fun (TV film)
- 2002 – Arnoldovy Patálie (TV seriál), Elmův svět: Květiny, banány a mnoho dalšího (TV film), Elmův svět: Narozeniny, hry a mnoho dalšího (TV film), Bombakšeft, Elmův svět: Hezké prázdniny! (TV film), Uneseni (TV seriál)
- 2003 – Krajina střelců
- 2004 – Polární expres
- 2006 – Elmův svět: Zvířátka! (TV film)
- 2007 – Elmův svět: Co ti dělá radost? (TV film)